# Van Hool Fiat 314
Le midibus Van Hool-Fiat 314 est un autocar de taille "midi", de ligne et GT fabriqué par le constructeur belge Van Hool sous licence, à partir d'un châssis motorisé fourni par Fiat V.I. division bus et qui restera en production jusqu'en 1978.
Le constructeur belge, lié à Fiat V.I. depuis l'accord signé le 15 février 1957, diffusa le modèle d'autobus Fiat 314 dans ses 3 séries à partir de 1960 et en réalisa une propre version à partir de 1972. Le modèle connut un franc succès et resta en fabrication jusqu'en 1978. Fiat V.I., devenu Iveco diffusera directement ses véhicules de nouvelle génération Iveco 316 et l'autocar de luxe Iveco 315.
Le 314 a été pendant très longtemps le véhicule moyen par excellence du constructeur belge.
La famille "314" en Belgique n'a été réalisée qu'en une seule longueur de 8,5 mètres.